# Азинина (Изернија)
Азинина је насеље у Италији у округу Изернија, региону Молизе.
Према процени из 2011. у насељу је живело 53 становника. Насеље се налази на надморској висини од 411 м.